# Dodd City
Dodd City é uma cidade  localizada no estado norte-americano do Texas, no Condado de Fannin.

## Demografia
Segundo o censo norte-americano de 2000, a sua população era de 419 habitantes.
Em 2006, foi estimada uma população de 444, um aumento de 25 (6.0%).

## Geografia
De acordo com o United States Census Bureau tem uma área de
4,4 km², dos quais 4,4 km² cobertos por terra e 0,0 km² cobertos por água. Dodd City localiza-se a aproximadamente 214 m acima do nível do mar.

## Localidades na vizinhança
O diagrama seguinte representa as localidades num raio de 20 km ao redor de Dodd City.